# Aleuroclava pulcherrimus
Aleuroclava pulcherrimus là một loài côn trùng cánh nửa trong họ Aleyrodidae, phân họ Aleyrodinae.
Aleuroclava pulcherrimus được Corbett miêu tả khoa học đầu tiên năm 1935.